# Kobziarz (tom wierszy)

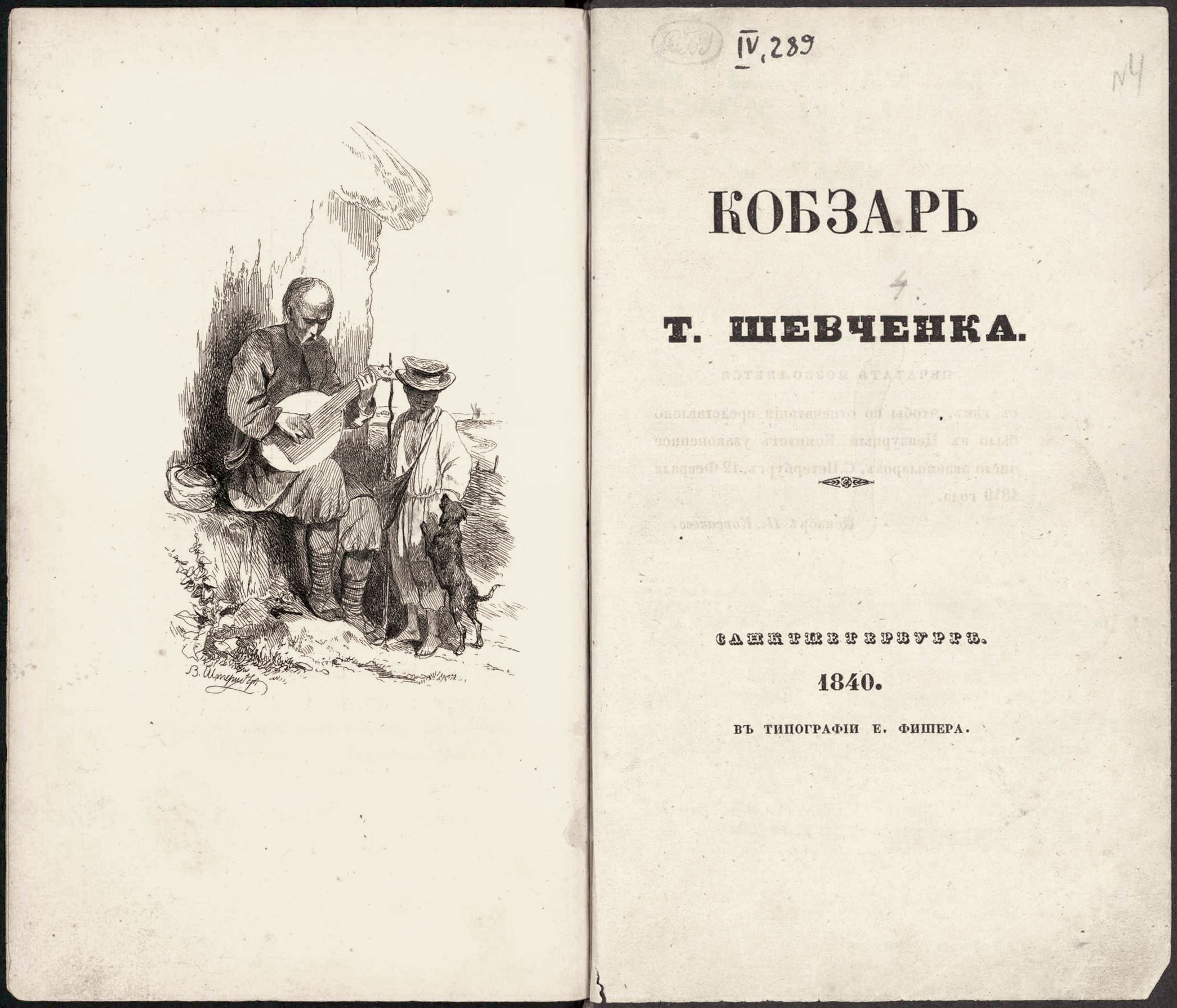
Karta tytułowa pierwszego wydania Kobziarza

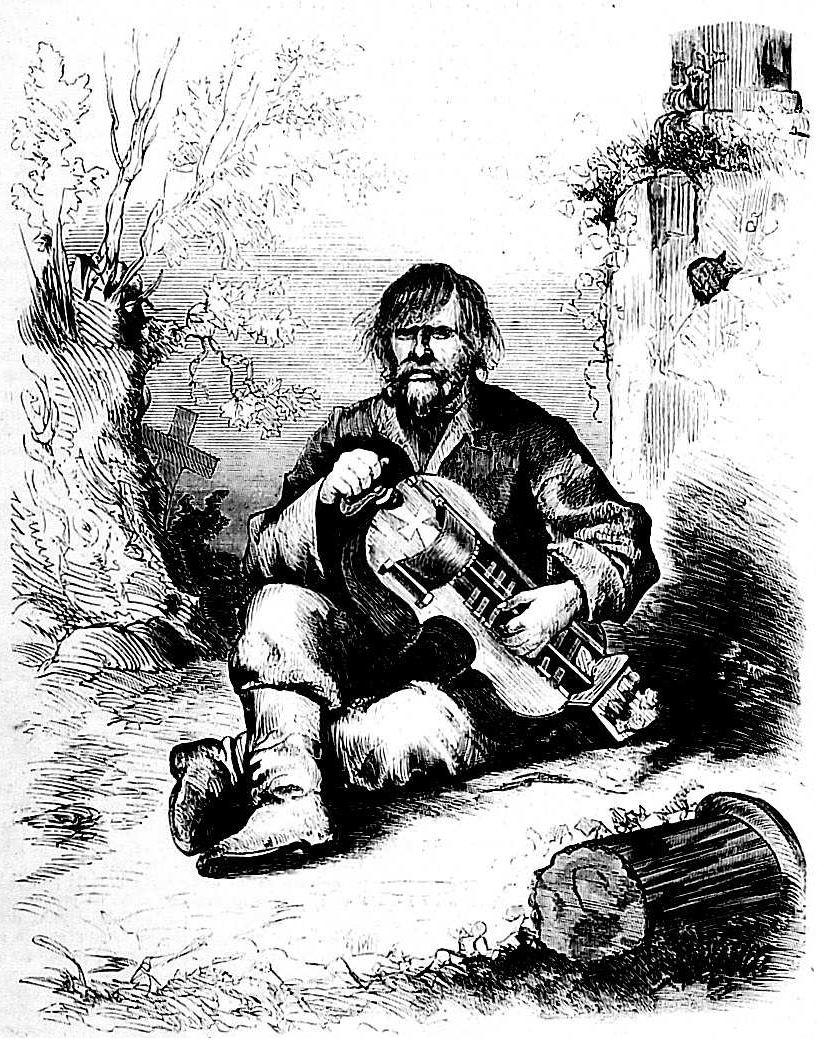
Kobziarz

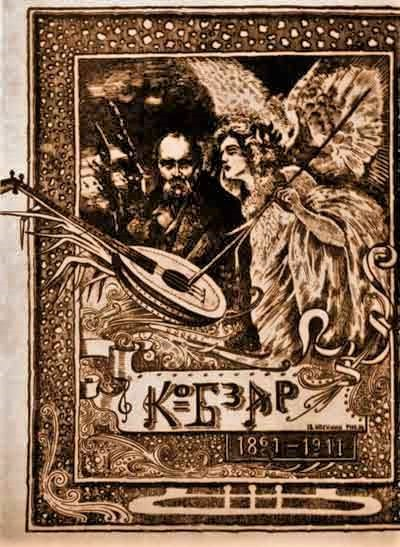
Wydanie Kobziarza z 1911

Kobziarz (ukr. Кобзар, dawn. ukr. Кобзарь) – tom wierszy Tarasa Szewczenki opublikowany w 1840, przez późniejszą krytykę uznany za przełomowe dzieło w literaturze ukraińskiej.

## Okoliczności powstania tomu
Najstarszym znanym utworem Szewczenki jest ballada Urzeczona, ogłoszona drukiem w 1837. Marian Jakóbiec jest jednak zdania, że Szewczenko już wcześniej tworzył dzieła poetyckie, nie zaniedbując przy tym swojej dotychczasowej aktywności artystycznej w dziedzinie malarstwa. Już trzy lata później Szewczenko opublikował tom swojej poezji, zatytułowany Kobziarz. Weszło do niego osiem utworów napisanych w ciągu trzech ostatnich lat: poemat Katarzyna, ballada Topola, wiersze Dumka, Dumy moje, dumy moje i Perebendia, list poetycki Do Osnowianenki oraz dwa utwory o tematyce historycznej – Iwan Pidkowa oraz Noc Tarasa.

### Znaczenie tytułu
Szewczenko nadał tomowi tytuł Kobziarz w celu przekazania konkretnego przesłania literackiego i politycznego. Kobziarzami (lirnikami) nazywano na ziemiach ukraińskich wędrownych artystów amatorów, przemieszczających się z jednej miejscowości do drugiej, by śpiewać – zarówno publicznie, jak i w prywatnych domach – pieśni ludowe. Pieśni wykonywane przez kobziarzy często nawiązywały do historii Ukrainy, opowiadając np. historie z dziejów Kozaczyzny, chwaląc czyny Zaporożców, wspominając odnoszone przez nich sukcesy militarne. Stąd w epoce romantyzmu pojawiło się przekonanie o ich szczególnej roli jako natchnionych przywódców narodowych czy wręcz proroków.
Umieszczając w tomie dwa utwory poświęcone refleksji nad pozycją społeczną i zadaniami artysty (Dumy moje, dumy moje oraz Perebendia), Szewczenko podkreślał, że pragnie poprzez swoją twórczość odegrać rolę kobziarza w romantycznym rozumieniu tego słowa, czynnie brać udział w rozwoju świadomości narodowej Ukraińców. Silna identyfikacja poety z ideami wyrażonymi w zbiorze sprawiła, że jego przyjaciele zaczęli w listach nazywać go Kobziarzem. Również sam Szewczenko w korespondencji podpisywał się jako Kobziarz Darmograj.

## Zawartość tomu
Utwory zawarte w Kobziarzu były w wyraźnie sposób zainspirowane dziełami anonimowych twórców ludowych, zarówno w sferze fabularnej, jak i formalnej. Szewczenko przetwarzał jednak i wzbogacał wątki ludowe, nadawał im szersze znaczenie, łączył tradycję znaną mu jeszcze z dzieciństwa z filozoficznym, politycznym i ideologiczną refleksją nad losem całego narodu ukraińskiego.

### Wiersze poświęcone roli poety
W zawartych w tomie utworach stanowiących refleksję nad zadaniami poety, Szewczenko przedstawił romantyczną wizję poety zaangażowanego w działalność narodową, będącego przewodnikiem narodu w jego walce o wyzwolenie. Słowo poetyckie staje się potężną bronią, podtrzymującą ducha w zbiorowości i wskazującą kierunki dalszego działania. Poeci, niczym dawni wędrowni lirnicy, mają za zadanie przechowywać pamięć o historii i tradycji narodowej. Równocześnie, jak wskazuje wiersz Perebendia, poeta nie może liczyć na pełne zrozumienie tego, o czym mówi. Jest bowiem dalece bardziej wrażliwy i patrzy szerzej niż jego słuchacze. Skazuje go to na samotność, nawet jeśli zyska poklask i szacunek społeczeństwa.

### Wiersze o tematyce kozackiej
Zawarte w Kobziarzu wiersze oparte na wątkach kozackich mają swoje źródło w fascynacji Szewczenki znaną od dzieciństwa kulturą ludową, twórczością anonimowych ludowych śpiewaków. Utwory te były dla poety źródłem bezpośredniej inspiracji tematycznej; dzięki nim poznawał fakty (zwykle udramatyzowane) i legendy z historii Kozaczyzny, które następnie wykorzystywał w swoich dziełach. Szewczenko przejmował również w swojej młodzieńczej twórczości, jaką reprezentuje Kobziarz, ocenę Kozaczyzny prezentowaną w ludowej poezji ukraińskiej. Iwan Pidkowa oraz Noc Tarasa nie analizują szerzej tła politycznego powstań kozackich, przyczyn i skutków walki prowadzonej przez Zaporożców. Skupiają się jedynie na kreacji obrazu waleczności Kozaków, niezależnie od kontekstu (zarówno w czasie wyprawy łupieżczej, jak i w czasie powstania przeciw Polsce). Atamani kozaccy będący bohaterami utworów są przedstawieni w sposób wyidealizowany, bez głębi psychologicznej (Szewczenko podkreśla jedynie ich fizyczną odwagę i miłość wobec wolności). Ich dokładnym przeciwieństwem są wrogowie Kozaczyzny.
Wiersze ukazują Kozaczyznę jako idealny okres w historii Ukrainy, który równocześnie powinien być punktem odniesienia dla przyszłych pokoleń walczących o wolność narodową działaczy. Podkreślają konieczność przechowywania pamięci o czynach Kozaków i praktycznego ich naśladowania.

## Recepcja
Publikacja Kobziarza była ogromnym wydarzeniem w życiu literackim i politycznym na ziemiach ukraińskich, punktem przełomowym w rozwoju literatury ukraińskiej. Marian Jakóbiec nazywa Kobziarza „manifestem nowej, narodowej literatury ukraińskiej”. W swojej historii literatury ruskiej i ukraińskiej Iwan Franko napisał, że Kobziarz:

wybuchł niczym źródło czystej, orzeźwiającej wody, zajaśniał nieznanym dotąd w piśmiennictwie ukraińskim blaskiem, prostotą i poetycką gracją wyrazu

Dzieło wzbudziło również żywe zainteresowanie prasy rosyjskiej. Autorzy recenzji zwracali szczególną uwagę nie tylko na treść wierszy zawartych w tomie, ale również na fakt, że został on w całości napisany w języku ukraińskim, uważanym przez władze carskie za dialekt języka rosyjskiego, w którym nie można tworzyć literatury. Otieczestwiennyje zapiski z uznaniem wypowiadały się o nawiązaniu przez Szewczenkę do twórczości ludowej, a nawet akceptując tworzenie przez niego w języku ukraińskim. Pozytywne recenzje opublikowały Sowriemiennik, Majak i Literaturnaja gazieta. Z kolei Syn Otieczestwa w anonimowej recenzji pisał, że Szewczenko powinien zrezygnować z „języka Chachłów” i tworzyć po rosyjsku. Również Tadeusz Bułharyn i Józef Sękowski wysoko ocenili twórczość Szewczenki, radzili mu jednak zrezygnować z pisania po ukraińsku.
W oczach krytyki radzieckiej Kobziarz był wysoko oceniany jako tom o wyraźnej wymowie nie tylko narodowowyzwoleńczej, ale i antyfeudalnej (Noc Tarasa, Katarzyna), ukazującej krzywdę ubogich prześladowanych przez bogatych, nie ograniczając się do kontekstu ucisku narodowościowego. Krytycy radzieccy byli zdania, że właśnie w Kobziarzu po raz pierwszy wypowiedziane zostały postulaty ludu ukraińskiego. Tom był klasyfikowany jako dzieło o wymowie rewolucyjnej. W związku z tak wysoką oceną dzieła od momentu powstania Ukraińskiej Republiki Radzieckiej do 1978 Kobziarz był dwunastokrotnie wznawiany.
Jarosław Hrycak nazywa Kobziarza Biblią ukraińskiego ruchu narodowego.

## Kolejne wydania
Za życia Szewczenki wydane zostały jeszcze dwa tomy jego poezji, również noszące tytuł Kobziarz. Zawierały one osiem wierszy z pierwszego wydania oraz dalsze dzieła wskazane przez autora i zaakceptowane przez cenzurę, powstałe w latach poprzedzających publikację (1844 i 1860). Trzykrotne wykorzystanie tego samego tytułu było wymuszone przez carską cenzurę, która nie pozwoliła Szewczence na publikowanie nowych utworów pod tytułem Poezja, by stworzyć wrażenie, że kolejne tomiki powtarzają znaną już czytelnikom treść. Również po śmierci poety wiele zbiorów jego poezji było wydawanych pod nazwą Kobziarz, z uwagi na ogromną popularność tego tytułu i jednoznaczne kojarzenie go z Szewczenką.
Utwory zawarte w Kobziarzu zostały przetłumaczone na ponad 100 języków. Pierwszy przekład – na rosyjski – powstał jeszcze za życia poety, w 1860, zaś jego autorem był M. Gerbiel.